# BET Jams
BET Jams é um canal norte-americano de televisão por assinatura dedicado à exibição ininterrupta de videoclipes de hip hop e R&B contemporâneo. Pertence à BET Networks, unidade da Paramount Media Networks. Foi lançado em 27 de outubro de 2002 como MTV Jams e substituiu a extinta MTVX. Em 5 de outubro de 2015, o canal passou a adotar a marca atual, mantendo a programação focada em música urbana.

## História
Em 2002, a MTV encerrou as atividades da MTVX — canal temático voltado ao rock — após pesquisas indicarem maior interesse do público por hip hop e R&B. A nova emissora, MTV Jams, entrou no ar em 27 de outubro daquele ano com blocos de oito horas de programação que se repetiam ao longo do dia.
Em 5 de outubro de 2015, a Viacom transferiu o controle do canal para a BET Networks e o rebatizou como BET Jams. A mudança não alterou o conteúdo essencial, mas reforçou a ligação da grade com artistas afro-americanos e estreias exclusivas de videoclipes.

## Programação
A grade consiste principalmente em blocos temáticos de videoclipes, como:
- Fresh Face – lançamento de novos artistas;
- Throwback Jams – clássicos do hip hop e do R&B dos anos 1990 e 2000;
- Championship Flow – sucessos atuais que lideram as paradas.

O canal exibe ainda especiais sazonais (BET Hip-Hop Awards Takeover) e maratonas em datas comemorativas, como o Black Music Month.